# هم يقتلون الخيول، أليس كذلك ؟ (فيلم)
هم يقتلون الخيول، أليس كذلك ؟ (بالإنجليزية: They Shoot Horses, Don't They?)‏ فيلم دراما أمريكي صدر عام 1969 من إخراج سيدني بولاك. السيناريو من تأليف جيمس بو وروبرت طومسون وهو مقتبس من رواية سنة 1935 بنفس الاسم للكاتب هوراس ماكوي.

## وصلات خارجية
- هم يقتلون الخيول، أليس كذلك ؟ على موقع IMDb (الإنجليزية)
- هم يقتلون الخيول، أليس كذلك ؟ على موقع ميتاكريتيك (الإنجليزية)
- هم يقتلون الخيول، أليس كذلك ؟ على موقع الموسوعة البريطانية (الإنجليزية)
- هم يقتلون الخيول، أليس كذلك ؟ على موقع روتن توميتوز (الإنجليزية)
- هم يقتلون الخيول، أليس كذلك ؟ على موقع نتفليكس (الإنجليزية)
- هم يقتلون الخيول، أليس كذلك ؟ على موقع ألو سيني (الفرنسية)
- هم يقتلون الخيول، أليس كذلك ؟ على موقع Turner Classic Movies (الإنجليزية)
- هم يقتلون الخيول، أليس كذلك ؟ على موقع أول موفي (الإنجليزية)
- هم يقتلون الخيول، أليس كذلك ؟ على موقع بوكس أوفيس موجو (الإنجليزية)
- هم يقتلون الخيول، أليس كذلك ؟ على موقع فيلمافينيتي (الإسبانية)